# Santuario de la Medalla Milagrosa y San Agustín
el Santuario Nacional de la Medalla Milagrosa y San Agustín se levanta en el barrio Montevideano de La Unión, frente al hospital Pasteur.

## Historia
En el año 1843, en plena Guerra Grande, el sacerdote Domingo Ereño fue nombrado primer cura párroco de la capilla de La Mauricia, situada entre las calles Asilo y Pernas. Esta Capilla contó con el apoyo del presidente Manuel Oribe quien inició las gestiones para construir un templo, en un terreno donado por Tomás Basáñez. La obra duró entre 1847 y 1849, consagrándose como Parroquia de San Agustín, en la Villa de la Restauración. En el año 1892, en el mes de febrero, el primer Arzobispo de Montevideo, Monseñor Mariano Soler entrega la parroquia al cuidado pastoral de los Misioneros Vicentinos. Soler soñaba con la construcción de un santuario mariano en La Unión.
La Parroquia San Agustín fue la primera Parroquia asumida por los Misioneros Vicentinos en tierras uruguayas. Contando con el gran antecedente de las misiones populares, podemos decir que fue un fruto maduro de aquellas.
El 27 de noviembre de 1896 se coloca la piedra fundamental, la cual es bendecida por Monseñor Soler. El nuevo Santuario finalmente se inaugura, pero inconcluso en 1917. En 1930, con motivo de celebrarse el centenario de la aparición de la Medalla Milagrosa, es inaugurada de forma completa.
En 1945 el Cardenal Barbieri publicó el decreto por el cual se declaró la titularidad de la Virgen de la Medalla Milagrosa: 

Declaramos que por cuanto resulta de los datos de la tradición que tenemos a la vista, debe considerarse Titular de la Iglesia Parroquial de la Unión a la Santísima Virgen María Inmaculada de la Medalla Milagrosa y Co-Titular a San Agustín, obispo.

En este templo están enterrados los restos del presbítero Domingo Ereño y del presidente Manuel Oribe.